# Vodopády Uzúd
Vodopády Uzúd (berbersky Imuzzar n wuẓuḍ, francouzsky Cascades d'Ouzoud) se nacházejí v oblasti Vysokého Atlasu, nedaleko vesnice Tanaghmeilt v provincii Azilal, asi 150 km severovýchodně od města Marrákéš v Maroku. Tvoří je tři stupně, které dohromady měří 110 m. Délka nejdelšího jednotlivého vodopádu činí 75 m.
Uzúd znamená v berberských jazycích mlít či drtit a význam tohoto výrazu, zdá se, podporuje i značné množství mlýnů a lisoven oleje v okolí. 
Vodopády jsou nejnavštěvovanější turistickou atrakcí oblasti. V jejich blízkosti se nalézají zelená údolí, sady, mlýny a lisovny a jedinečný okruh soutěskami řeky El Abid  (arabsky Otročí řeka). O zachování a ochranu zdejší krajiny se snaží řada místních a národních organizací. 

## Turistické informace
K úpatí vodopádů je přístup cestou stíněnou olivovníky. Dá se také jít úzkou a dost obtížnou stezkou, která vede k cestě do oblastního města Beni Mellal. Při sestupu soutěskou od Wadi el-Abid " není někdy vidět na dno kaňonu, které je téměř o 600 metrů níž. Řeku tekoucí pod vodopády lze přeplout na loďce. 
V okolí vodopádů lze potkat opice, které jsou zvyklé na turistický 
ruch a nejsou plaché ani agresivní. Krmení opic buráky je zdejší oblíbenou turistickou atrakcí, lze je takto nalákat i na rameno nebo za krk. 